# Nikołaj Zabotin
Nikołaj Iwanowicz Zabotin ps. Grant (ros. Николай Иванович Заботин, ur. 11 kwietnia?/24 kwietnia 1904 we wsi Łuczyńskie w guberni moskiewskiej, zm. 22 października 1957 w Moskwie) – oficer Armii Czerwonej, rezydent radzieckiego wywiadu wojskowego GRU zaangażowany w tzw. szpiegostwo atomowe.

## Życiorys
Służbę wojskową w Armii Czerwonej rozpoczął w 1921. Kontynuując karierę, w latach 1932–1936 studiował w Akademii Wojskowej im. Michaiła Frunzego. W czerwcu 1943 został wysłany do Ottawy w Kanadzie jako attaché wojskowy wraz z szyfrantem Igorem Guzenko. Kierował siatką zajmującą się szpiegostwem atomowym. Rozwój i skuteczność w działaniu kierowaniej przez Zubotina siatki, spowodowała, że został odznaczony Orderem Czerwonego Sztandaru. Pozyskał do współpracy z radzieckim wywiadem m.in. fizyka Alana Nunna Maya. 
Działalność siatki szpiegowskiej kierowanej przez płka Zabotina ujawnił po dezercji we wrześniu 1945 Igor Guzenko. Kanadyjskie władze bezpieczeństwa zamierzały aresztować Zabotina, ale udało mu się zbiec do Nowego Jorku, gdzie w grudniu 1945 wszedł na radziecki statek Aleksandrow. Według pogłosek krążących na Zachodzie, popełnił samobójstwo lub został skazany na karę śmierci, w rzeczywistości po powrocie do Związku Radzieckiego został zesłany do obozu pracy na Syberii. Z obozu został zwolniony w 1953.
Nikołaj Zabotin żonaty był dwukrotnie. Pierwsze małżeństwo zakończyło się rozwodem. Po zawarciu drugiego, wyjechał z Moskwy i zamieszkał na prowincji.

## Ordery i odznaczenia
- Order Czerwonego Sztandaru
- Order Wojny Ojczyźnianej I klasy